# Microchilus caramantae
Microchilus caramantae är en orkidéart som beskrevs av Paul Ormerod. Microchilus caramantae ingår i släktet Microchilus och familjen orkidéer. Inga underarter finns listade i Catalogue of Life.